# Corinnoidea
Corinnoidea es una superfamilia de arañas araneomorfas, constituida por dos familias de arañas con ocho ojos:
- Corinnidae: 87 géneros, 1016 especies
- Liocranidae: 30 géneros, 183 especies